# Hermann Poeverlein
Hermann Poeverlein (Ratisbona, 24 de diciembre de 1874 - Ludwigshafen, 31 de enero de 1957) fue un botánico, micólogo alemán, principal iniciador de la colección micológica de Baviera, escribiendo en 1898 en las Memorias de la Real Sociedad Botánica de Ratisbona.

## Algunas publicaciones
- 1907. Die Literatur über Bayerns floristische, pflanzengeographische und phänologische Verhältnisse (La literatura sobre las condiciones de Baviera florístico, fitogeográfico y fenológicas)
- 1925. Die rheinischen Rostpilze (Los hongos del Rin Rust)

### Libros
- 1898. Die bayerischen Arten, Formen und Bastarde der Gattung Potentilla (Las especies de Baviera, formas e híbridos del género Potentilla). 267 pp.
- 1905. Die bayerischen Arten, Formen und Bastarde der Gattung Alectorolophus (Las especies de Baviera, formas e híbridos del género Alectorolophus). 24 pp.
- 1908. Flora exsiccata Rhenana: Bemerkungen (Comentarios). Números 7-8 de Allgemeine botanische Zeitschrift für Systematik, Floristik Pflanzengeographie. 16 pp.
- hermann Poeverlein, walter Voigtlaender-Tetzner, friedrich Zimmermann. 1909. Flora exsiccata rhenana, Números 1-100. Ed. J.J. Reiff. 28 pp.
- 1925. Die Rostpilze Badens (Los hongos de la roya de Baden). 27 pp.

## Epónimos
- (Asteraceae) Hieracium poeverleinii Vollm.[1]
- (Scrophulariaceae) Alectorolophus poeverleinii Semler ex Poeverl.[2]